# Kalachivka
Kalachivka  (ucraniano: Калачівка) es un pueblo del Raión de Bolhrad en el Óblast de Odesa de Ucrania. Según el censo de 2001, tiene una población de 580 habitantes.